# Unione Sportiva Foggia 2004-2005
Questa pagina raccoglie le informazioni riguardanti l'Unione Sportiva Foggia nelle competizioni ufficiali della stagione 2004-2005.

## Stagione
Nella stagione 2004-2005 il Foggia disputa il girone B del campionato di Serie C1, con 42 punti ottiene il decimo posto. Il torneo ha promosso in Serie B il Rimini diretto, e l'Avellino che ha vinto i Play-off. La stagione del Foggia inizia con il tecnico Giuseppe Giannini, in carica fino a metà gennaio 2005, poi sostituito da Massimo Morgia fino al termine della stagione. Una stagione avara di soddisfazioni per i rossoneri, che hanno chiuso il girone di andata con 19 punti, appena sopra la zona Play-out, un poco meglio ha fatto nel girone di ritorno, chiuso con un bottino di 23 punti. Anche nella Coppa Italia di Serie C il Foggia compie poca strada, disputa il girone P di qualificazione, che è stato vinto dal Benevento.

## Rosa
| N. |                     | Ruolo | Calciatore          |
| -- | ------------------- | ----- | ------------------- |
|    | Italia (bandiera)   | C     | Giuseppe Agostinone |
|    | Croazia (bandiera)  | A     | Zoran Ban           |
|    | Italia (bandiera)   | D     | Maurizio Cammisa    |
|    | Italia (bandiera)   | C     | Pasquale Catalano   |
|    | Italia (bandiera)   | A     | Marco Cellini       |
|    | Italia (bandiera)   | C     | Luca Cichella       |
|    | Italia (bandiera)   | C     | Christian Cimarelli |
|    | Italia (bandiera)   | C     | Luca Cirillo        |
|    | Italia (bandiera)   | D     | Andrea D'Agostino   |
|    | Paraguay (bandiera) | A     | Alejandro Da Silva  |
|    | Italia (bandiera)   | D     | Giuseppe Di Bari    |
|    | Italia (bandiera)   | C     | Diego Di Gennaro    |
|    | Italia (bandiera)   | P     | Antonio Efficie     |
|    | Italia (bandiera)   | D     | Alessandro Erra     |
|    | Italia (bandiera)   | D     | Giacomo Filippi     |
|    | Italia (bandiera)   | D     | Andrea Galeotti     |
|    | Italia (bandiera)   | A     | Gaetano Grieco      |
|    | Italia (bandiera)   | C     | Antonio La Porta    |

| N. |                                 | Ruolo | Calciatore               |
| -- | ------------------------------- | ----- | ------------------------ |
|    | Italia (bandiera)               | P     | Vincenzo Marruocco       |
|    | Italia (bandiera)               | A     | Franco Micco             |
|    | Italia (bandiera)               | C     | Alessandro Moro          |
|    | Francia (bandiera)              | C     | David Mounard            |
|    | Italia (bandiera)               | C     | Riccardo Nardini         |
|    | Belgio (bandiera)               | A     | Luís Oliveira            |
|    | Italia (bandiera)               | D     | Luca Pagliarulo          |
|    | Svizzera (bandiera)             | C     | Carmine Pascariello      |
|    | Italia (bandiera)               | A     | Salvatore Pollino        |
|    | Italia (bandiera)               | C     | Marcello Quinto          |
|    | Italia (bandiera)               | D     | Sebastiano Sapienza      |
|    | Italia (bandiera)               | A     | Nunzio Scippo            |
|    | Italia (bandiera)               | D     | Alessandro Servi         |
|    | Italia (bandiera)               | C     | David Stefani            |
|    | Italia (bandiera)               | C     | Giovanni Stroppa         |
|    | Italia (bandiera)               | A     | Walter Pugliese          |
|    | Bosnia ed Erzegovina (bandiera) | A     | Haris Tahirovic          |
|    | Italia (bandiera)               | D     | Francesco Giuseppe Tomei |

## Risultati

### Campionato

#### Girone di andata
| Arbitro: | Lioce (Molfetta) |

|            |           |                 |
| Borneo 52’ | Marcatori | 14’ A. Da Silva |

| Arbitro: | Herberg (Messina) |

|  |           |                  |
|  | Marcatori | 90+1’ Bogliacino |

| Arbitro: | Zanzi (Lugo di Romagna) |

|                            |           |                                 |
| Maschio 41’ Di Nardo 45+2’ | Marcatori | 62’ Ban 72’ A. Moro 76’ Mounard |

| Arbitro: | Velotto (Grosseto) |

|                |           |  |
| Ban 59’ (rig.) | Marcatori |  |

| Arbitro: | Marelli (Como) |

|             |           |  |
| Zecchin 28’ | Marcatori |  |

| Arbitro: | Pierpaoli (Firenze) |

|             |           |  |
| Mounard 81’ | Marcatori |  |

| Arbitro: | Lops (Torino) |

|  |           |             |
|  | Marcatori | 52’ Mengoni |

| Sora 31 ottobre 2004 8ª giornata | Sora             | 0 – 0 | Foggia | Stadio Claudio Tomei\| Arbitro: \| Iannone (Napoli) \| |
| Arbitro:                         | Iannone (Napoli) |       |        |                                                        |

| Arbitro: | Zanzi (Lugo di Romagna) |

|                 |           |          |
| Pascariello 87’ | Marcatori | 48’ Cini |

| Arbitro: | Gava (Conegliano) |

|          |           |                |
| Tatti 2’ | Marcatori | 45+1’ Catalano |

| Arbitro: | Giglioni (Siena) |

|  |           |               |
|  | Marcatori | 23’ Ricchiuti |

| Arbitro: | Crugliano (Crotone) |

|                        |           |                      |
| W. Da Silva 31’ (rig.) | Marcatori | 60’ (rig.) Marruocco |

| Arbitro: | Russo (Nola) |

|             |           |             |
| Sgrigna 71’ | Marcatori | 83’ Cellini |

| Arbitro: | Velotto (Grosseto) |

|                                            |           |                |
| Cellini 17’, 28’ Cimarelli 49’ Mounard 75’ | Marcatori | 45’ Montesanto |

| Arbitro: | Orsato (Schio) |

|                  |           |             |
| Chianese 2’, 81’ | Marcatori | 60’ Mounard |

| Foggia 19 dicembre 2004 16ª giornata | Foggia                 | 0 – 0 | Chieti | Stadio Pino Zaccheria\| Arbitro: \| Gallione (Alessandria) \| |
| Arbitro:                             | Gallione (Alessandria) |       |        |                                                               |

| Arbitro: | Guerriero (Catanzaro) |

|                 |           |  |
| Di Domenico 48’ | Marcatori |  |

#### Girone di ritorno
| Arbitro: | Gava (Conegliano) |

|                  |           |              |
| Cellini 55’, 82’ | Marcatori | 79’ Foschini |

| Arbitro: | Celi (Bari) |

|            |           |             |
| Amodio 73’ | Marcatori | 19’ Cellini |

| Arbitro: | Gervasoni (Mantova) |

|             |           |            |
| Cellini 51’ | Marcatori | 63’ Molino |

| Arbitro: | Herberg (Messina) |

|                                            |           |                           |
| Biancolino 29’, 34’ Moretti 75’ Evacuo 84’ | Marcatori | 45+3’ Mounard 54’ Cellini |

| Foggia 6 febbraio 2005 22ª giornata | Foggia              | 0 – 0 | Padova | Stadio Pino Zaccheria\| Arbitro: \| Mannella (Avezzano) \| |
| Arbitro:                            | Mannella (Avezzano) |       |        |                                                            |

| Arbitro: | Velotto (Grosseto) |

|  |           |             |
|  | Marcatori | 45’ Mounard |

| Arbitro: | Forconi (Aprilia) |

|  |           |                                         |
|  | Marcatori | 32’ Grieco 35’, 76’ Cellini 79’ Stroppa |

| Arbitro: | Valeri (Roma) |

|             |           |               |
| Cellini 54’ | Marcatori | 66’ Magliocco |

| Arbitro: | Ferrandini (Sondrio) |

|            |           |                  |
| Soncin 62’ | Marcatori | 27’, 54’ Mounard |

| Arbitro: | Pinzani (Empoli) |

|             |           |                                   |
| Mounard 20’ | Marcatori | 13’ Milana 36’ Selva 41’ La Canna |

| Arbitro: | Gervasoni (Mantova) |

|                     |           |  |
| Muslimovic 53’, 63’ | Marcatori |  |

| Foggia 10 aprile 2005 29ª giornata | Foggia        | 0 – 0 | Martina | Stadio Pino Zaccheria\| Arbitro: \| Ciampi (Roma) \| |
| Arbitro:                           | Ciampi (Roma) |       |         |                                                      |

| Arbitro: | Musolino (Catania) |

|                     |           |  |
| Catalano 15’ (rig.) | Marcatori |  |

| Arbitro: | Velotto (Grosseto) |

|                                     |           |                       |
| Calaiò 54’ Pià 90+2’ Scarlato 90+4’ | Marcatori | 2’ Grieco 76’ Mounard |

| Arbitro: | Lena (Ciampino) |

|                        |           |                      |
| Cellini 26’ Grieco 47’ | Marcatori | 37’ Chianese 74’ Ola |

| Chieti 8 maggio 2005 33ª giornata | Chieti                 | 0 – 0 | Foggia | Stadio Guido Angelini\| Arbitro: \| Gallione (Alessandria) \| |
| Arbitro:                          | Gallione (Alessandria) |       |        |                                                               |

| Arbitro: | Lioce (Molfetta) |

|             |           |             |
| Mounard 31’ | Marcatori | 65’ Mazzoli |

### Coppa Italia di Serie C

#### Girone P
| Mandredonia 14 agosto 2004 1ª giornata | Manfredonia | 2 – 0 | Foggia | Stadio Miramare |

| Foggia 18 agosto 2004 2ª giornata | Foggia | 2 – 0 | Fidelis Andria | Stadio Pino Zaccheria |

| Nocera Inferiore 22 agosto 2004 3ª giornata | Nocerina | 0 – 5 | Foggia | Stadio San Francesco d'Assisi |

| 25 agosto 2004 4ª giornata |  | – Turno di riposo Foggia |  |  |

| Foggia 1° settembre 2004 5ª giornata | Foggia | 1 – 1 | Sporting Benevento | Stadio Pino Zaccheria |